# Bicas
Bicas est une municipalité brésilienne de l'État du Minas Gerais et la microrégion de Juiz de Fora.

## Personnalités célèbres
- Danilo Luiz da Silva, footballeur international brésilien ayant joué au Santos FC, au FC Porto, puis au Real Madrid, est né à Bicas le 15 juillet 1991.